# Министр иностранных дел Швеции
Министр иностранных дел Швеции (швед. Sveriges utrikesminister) — министерский пост в правительстве Швеции; глава внешнеполитического ведомства Швеции. Пост учреждён в 1809 году, окончательную конфигурацию приобрел в 1876 году. Нынешний министр иностранных дел — Мария Мальмер Стенергард.
Должность была учреждена в 1809 году в результате Конституционного Акта Правительства, провозглашенного в том же самом году. До 1876 года должность называлась «премьер-министр иностранных дел» (швед. statsminister för utrikes ärendena, обычно известный как utrikesstatsminister), подобно должности премьер-министра юстиции (швед. justitiestatsminister). Премьер-министр иностранных дел первоначально был главой Кабинета обмена иностранной почтой на Королевской службе. После реформы министерства в 1840 году премьер-министр иностранных дел стал главой незадолго до того созданного Министерства иностранных дел. В 1876 году была создана должность премьер-министра Швеции и в то же самое время премьер-министр иностранных дел был номинально приравнен к простому министру. Занимавший должность однако продолжал титуловаться «Ваше Превосходительство» до 1974 года, когда вступил в силу новый Акт Правительства. Перед парламентскими достижениями в начале XX века этот титул предоставлялся исключительно членам наиболее видных знатных семей.

## Премьер-министры иностранных дел Швеции с 9 июня 1809 года по 20 марта 1876 года
- Ларс фон Энгестрём[1] (9 июня 1809 — 8 июня 1824);
- Густав Веттерстедт[2] (8 июня 1824 — 15 мая 1837);
- Адольф Мёрнер[3][4] (15 мая 1837 — 30 января 1838);
- Густав Алгернон Шернельд[5] (30 января 1838 —
- Альбрехт Ире[6] (30 января 1838 — 10 апреля 1848);
- Густав Алгернон Шернельд (10 апреля 1848 — 8 сентября 1856);
- Элиас Лагерхейм[7] (8 сентября 1856 — 16 марта 1858);
- Людвиг Мандерстрём[8] (16 марта 1858 — 4 июня 1868);
- Карл Вахтмейстер[9] (4 июня 1868 — 14 октября 1871);
- Бальцар фон Платен[10] (10 ноября 1871 — 17 декабря 1872);
- Оскар Бьёрншерна[11] (17 декабря 1872 — 20 марта 1876).

## Министры иностранных дел Швеции с 20 марта 1876
- Оскар Бьёрншерна (20 марта 1876 — 19 апреля 1880);
- Карл Хохшильд (19 апреля 1880 — 25 сентября 1885);
- Альберт Эренсверд старший (25 сентября 1885 — 12 июня 1889);
- Густав Окерхильм (12 июня — 12 октября 1889);
- Карл Левенгаупт (12 октября 1889 — 1 июня 1895);
- Людвиг Дуглас (1 июня 1895 — 13 октября 1899);
- Альфред Лагерхейм (20 декабря 1899 — 7 декабря 1904);
- Август Юльденстольпе (22 декабря 1904 — 2 августа 1905);
- Фредрик Вахтмейстер (2 августа — 7 ноября 1905);
- Эрик Тролле (7 ноября 1905 — 17 марта 1909);
- Арвид Таубе (30 апреля 1909 — 7 октября 1911);
- Альберт Эренсверд младший (7 октября 1911 — 17 февраля 1914);
- Кнут Валленберг (17 февраля 1914 — 30 марта 1917);
- Арвид Линдман (30 марта — 19 октября 1917);
- Юханнес Хелльнер (19 октября 1917 — 10 марта 1920);
- Эрик Куле Пальмшерна (10 марта — 27 октября 1920);
- Херман Врангель (27 октября 1920 — 13 октября 1921);
- Карл Яльмар Брантинг (13 октября 1921 — 19 апреля 1923);
- Карл Хедершерна (19 апреля — 11 ноября 1923);
- Эрик фон Вюрттемберг (11 ноября 1923 — 18 октября 1924);
- Бу Эстен Унден (18 октября 1924 — 7 июня 1926);
- Юнас Лёвгрен (7 июня 1926 — 2 октября 1928);
- Эрнст Трюгер (2 октября 1928 — 7 июня 1930);
- Фредрик Рамель (7 июня 1930 — 24 сентября 1932);
- Рикард Сандлер (24 сентября 1932 — 19 июня 1936);
- Карл Густав Вестман (19 июня — 28 сентября 1936);
- Рикард Сандлер (28 сентября 1936 — 13 декабря 1939);
- Кристиан Эрнст Гюнтер (13 декабря 1939 — 31 июля 1945);
- Бу Эстен Унден (31 июля 1945 — 19 сентября 1962);
- Торстен Нильссон (19 сентября 1962 — 30 июня 1971);
- Кристер Викман (30 июня 1971 — 3 ноября 1973);
- Свен Андерссон (3 ноября 1973 — 8 октября 1976);
- Карин Сёдер (18 октября 1976 — 8 октября 1978);
- Ханс Бликс (8 октября 1978 — 12 октября 1979);
- Ула Улльстен (12 октября 1979 — 8 октября 1982);
- Леннарт Будстрём (8 октября 1982 — 17 октября 1985);
- Стен Андерссон (17 октября 1985 — 4 октября 1991);
- Маргарета Угглас (4 октября 1991 — 7 октября 1994);
- Лена Ельм-Валлен (7 октября 1994 — 7 октября 1998);
- Анна Линд (7 октября 1998 — 11 сентября 2003);
- Ян Карлссон[4] (11 сентября — 10 октября 2003);
- Лайла Фрейвальдс (10 октября 2003 — 21 марта 2006);
- Буссе Рингхольм[4] (21 — 27 марта 2006);
- Карин Йемтин[4] (27 марта — 24 апреля 2006);
- Ян Элиассон (24 апреля — 6 октября 2006);
- Карл Бильдт (6 октября 2006 — 3 октября 2014);
- Маргот Валльстрём (3 октября 2014 — 10 сентября 2019);
- Анн Линде (10 сентября 2019 — 18 октября 2022);
- Тобиас Билльстрём (18 октября 2022 — 10 сентября 2024);
- Мария Мальмер Стенергард (10 сентября 2024 — н. в.)